# Полубрат (роман)
«Полубрат» (норв. Halvbroren) — роман, написанный в 2001 году норвежским писателем Ларсом Соби Кристенсеном. В нём рассказывается история норвежской семьи после Второй мировой войны. Роман был издан на норвежском языке издательством Cappelen в 2001 году, и был переведен на английский язык в 2003. Книга принесла своему автору премию Браги и Литературную премию Северного Совета. Телесериал, основанный на романе, был показан на NRK в 2013.

## Сюжет
Вера была изнасилована в Фагерборге, Осло в день победы 8 мая 1945. В результате психологической травмы, она не говорит ни слова во время своей беременности.

Иногда я ловлю себя на мысли: а что было бы, расскажи она обо всем, что случилось на чердаке? Тогда наша история оказалась бы другой. Или вообще не стала бы нашей историей, а потекла по другим рельсам, о которых нам не суждено было бы узнать. Наша история началась с молчания Веры, как все истории должны начинаться с молчания. — Ларс Соби Кристенсен «Полубрат»
 Речь возвращается к ней, только когда она рожает ребёнка в такси. Она называет ребёнка Фредом.
Арнольд Нилсен из Рёста на  Лофотенских островах, артист цирка и бизнесмен, имеющий прозвище «Колесо», за то что эффектно скатился вниз со склона, когда был ребёнком, сближается с семьей Йебсенов, а позже и съезжается с ними, благодаря его уверенности в себе и его жёлтому Бьюику. Кроме Веры и Фреда, семья состоит из матери Веры, Болетты, и бабушки, известной как Пра. В целом, четыре поколения под одной крышей. Скоро у Веры и Арнольда рождается ребёнок, которого Арнольд называет Барнум. Имя весьма необычное для Осло.
Барнум умен, но он очень маленького роста, как и его отец, и поэтому не уверен в себе и закомплексован. Он любит и гордится своим единокровным братом Фредом, который славится своим бунтарским характером и немногословностью. Фред оказывает сильное влияние на него.
Болетта и Вера записывают Барнума в школу танцев, где он встречает своих первых друзей Педера и Вивиан. Барнум добиваются того, чтобы его выгнали ещё с первого занятия, Вивиан и Педер следуют за ним. Они встречаются и гуляют каждый раз, когда их родители думают, что они в школе танцев. Они становятся близкими друзьями и общаются большей частью только между собой. Вивиан становится романтическим интересом для обоих мальчиков.
Фред и Барнум делят общую спальню. Они часто ведут конфиденциальные разговоры между собой по ночам. Фред пытается повлиять на Барнума, чтобы сделать его более жестким, уверенным и чтобы научить его идти своим собственным путем. Фред ненавидит Арнольда, своего отчима, и говорит Барнуму, что лучше бы он сам был бы отцом Барнума.
Ещё в молодости, Пра получила письмо от Вильгельма, её жениха, который исчез в экспедиции в Северном Ледовитом океане и Гренландии. Письмо много значит для всех членов семьи, перечитывать письмо одна из немногих традиций этой семьи. Барнум часто читает его Фреду, который страдает дислексией. Фред начинает проявлять больше уважения к Барнуму и его способности писать, и дарит ему на день рождения пишущую машинку. Признание Фреда много значит для Барнума. Фред же пытается сделать карьеру боксера, он переносит удары как никто другой. Барнум перенимает девиз своего отца.

Фантазия превыше всего. Важно не то, что ты видишь. А то, что ты думаешь, что ты видишь!— Ларс Соби Кристенсен «Полубрат»
Фред выполняет свое обещание убить Арнольда, хотя это и выглядит как несчастный случай, правду знает лишь Барнум. Хотя в семье и горе, но все испытывают облегчение, от того что Арнольда нет. После его смерти выясняется, что он продал семейную реликвию, письмо Вильгельма. Фред дает обещание непременно разыскать это письмо. Через некоторое время, он пропадает на долгое время, его даже объявляют умершим.
Барнум, тем временем выигрывает школьный писательский конкурс, что только стимулирует его желание писать. После того, как он с друзьями принял участие в съемках фильма «Голод» по книге Кнута Гамсуна, Барнум решает стать сценаристом. Педер, после своего возвращения из США, становится его агентом. Вивиан и Барнум женятся, но Барнум не может иметь детей. Это и его алкоголизм медленно разваливают его брак. Его сценарии хороши, но слишком сложны и художественны для Голливуда. А на сокращение или переделку своих сценариев Барнум неизменно отвечает отказом. Вивиан объявляет Барнуму, что беременна, они ссорятся. Вивиан остается жить с Верой и Болеттой. Барнум уезжает в Германию. Некоторое время спустя из дома приходит известие, что Фред вернулся. Барнум отправляется обратно в Норвегию, Педер обещает последовать за ним, но погибает в автокатастрофе. Барнум встречается с ребёнком Вивиан и с Фредом.

## Публикация
Роман был издан в Норвегии 4 сентября 2001 издательством Cappelen. В августе 2002 было продано 226,000 копий в Норвегии. Роман был переведен на русский в 2005 году.

## Критика
Эйстайн Роттем, известный норвежский филолог и литературный критик, провел параллели и заметил схожие моменты между романом «Полубрат» и романами  Кнута Гамсуна, Ёрана Тунстрёма и  Джона Ирвинга. Но также он назвал книгу «истинным романом своего писателя». По его словам, в Полубрата Соби Кристенсен «вложил всего себя, поставил на кон все, что он писал раньше, и поднял ставки. Он вложил в эту книгу и древние монеты, и новые тысячекроновые купюры, и проблески каждодневных воспоминаний, и ярко отполированные метафоры». Роттем отметил, что хотя некоторые места можно было бы подсократить, это никак не мешает книге быть на высоте, и «награждать читателей богатством сверкающих моментов».
Пол Байндинг из  The Guardian описал Полубрата как «феноменально успешный роман». Относительно структуры он написал, что автор использует время, и второстепенных персонажей, чтобы «творчески нарушить любое стандартное развитие повествования», и что «Тайна является сущностью этой книги, несмотря на всю ясность и реализм написания». Байндинг написал: «Полубрат это не просто довольно интересный пример того, как пишется скандинавская литература; это глубоко прочувственная, запутанно обработанная и интеллектуально вызывающая работа международного значения».
Джерард Вудворд написал в Daily Telegraph: «Полубрат является большим, амбициозным и панорамным романом, которые, как мы были склонны думать, теперь пишут только американцы. Это частично воспитательный роман, которому характерно изображение того, как писатель достигает совершеннолетия, и частично  Улисс, действие которого перенесено в Осло, с его заснеженными парками и тенистыми церквями.» Вудвард также написал: «Темп повествования время от времени замедляется, особенно к концу книги, но по большей части, язык достаточно энергичен и изобретателен, чтобы нести читателей вперед. Стоящее чтение».
Лиза Биргер из Коммерсантъ. Weekend отметила, что: «Полубрат это глобальный труд, совмещающий классический подход к роману и современный взгляд на прозу как на мозаику из слов, кинообразов и штампов.»

## Награды
Роман получил премию Браги в категории «Беллетристика». Также роман получил премию Норвежской ассоциации книготорговцев за лучшую книгу года; Соби Кристенсен, таким образом, стал первым автором, который получил этот приз дважды, поскольку он также победил в 1990 с его романом Bly. Полубрат получил Литературную премию Северного Совета в 2002. Комитет описал победителя как «богатый деталями роман», с историей, которая имеет «ключевую ноту расстояния, потери и горя, но не дает отчаяться, благодаря своему юмору, дружбе и мрачной надежде».